# The Astrodome
The Astrodome è il quarantottesimo album in studio del chitarrista statunitense Buckethead, pubblicato il 24 luglio 2013 dalla Hatboxghost Music.

## Descrizione
Diciottesimo disco appartenente alla serie "Buckethead Pikes", The Spirit Winds è stato pubblicato originariamente senza titolo nel mese di giugno 2013 in edizione limitata, numerata e autografata da Buckethead.
Il 31 marzo 2016 l'album è stato ufficialmente pubblicato nel formato digitale.

## Tracce
Musiche di Buckethead.
1. The Astrodome – 6:47
2. Airtight Garage – 1:07
3. Explorer Twin – 2:57
4. Omega Wing – 5:14
5. Hollow Eyes – 2:18
6. Beaming – 2:20
7. Sun Heart – 1:01
8. Light Mote – 12:04

## Formazione
- Buckethead – chitarra, basso, programmazione